# Троице-Лобановская волость
Троице-Лобановская волость — волость в составе Бронницкого уезда Московской губернии. Существовала до 1929 года. Центром волости было село Троице-Лобаново.
По данным 1919 года в Троице-Лобановской волости было 35 сельсоветов: Авдотьинский, Агашкинский, Акатовский, Амировский, Беспятовский, Благоевский, Больше-Ивановский, Буяновский, Васильевский, Денисьевский, Зеновский, Ильинский, Каменский, Корочаровский, Лаптевский, Левинский, Липкинский, Лутошкинский, Макаровский, Мало-Ивановский, Марьинский, Митьковский, Натальинский, Никитинский, Никоновский, Ново-Софьинский, Орловский, Покровский, Полупироговский, Слободский, Троице-Лобановский, Хиринский, Чекменевский, Юреневский, Ярцевский.
В 1923 году Авдотьинский, Агашкинский, Амировский, Благоевский, Больше-Ивановский, Васильевский, Денисьевский, Зеновский, Ильинский, Каменский, Лаптевский, Липкинский, Лутошкинский, Мало-Ивановский, Марьинский, Митьковский, Натальинский, Никитинский, Полупироговский и Ярцевский с/с были упразднены. Акатовский с/с был присоединён к Беспятовскому, Макаровский — к Левинскому, Орловский и Чекменевский — к Никоновскому, Юреневский и Хиринский — к Покровскому, Слободский — к Троице-Лобановскому, Корочаровский — к Ново-Софьинскому (переименованному в Софьинский). Ближе к концу года Авдотьинский, Агашкинский, Амировский, Благоевский, Больше-Ивановский, Каменский, Лаптевский, Марьинский и Митьковский с/с были восстановлены.
В 1924 году был восстановлен Мало-Ивановский с/с.
В 1925 году Софьинский с/с был переименован в Корочаровский, а Амировский — в Натальинский.
В 1926 году Беспятовский с/с был переименован в Буяновский.
В 1927 году Буяновский с/с был переименован в Беспятовский, Левинский — в Макаровский, а Натальинский — в Амировский.
В 1929 году Макаровский с/с был переименован в Левинский, а Амировский — в Натальинский.
В ходе реформы административно-территориального деления СССР в 1929 году Троице-Лобановская волость была упразднена.